# A Tale of Two Cities (Lost)
Historia de dos ciudades (A Tale of Two Cities en su emisión original) es el primer episodio de la tercera temporada y el número 50 de todos los episodios de Lost, la serie de televisión dramática de la American Broadcasting Company. El episodio fue escrito por los cocreadores y productores ejecutivos J. J. Abrams y Damon Lindelof, basados en una historia de Lindelof y dirigido por el productor ejecutivo Jack Bender. El episodio comienza con la introducción de Juliet Burke (Elizabeth Mitchell) y Los Barracones. El flashback del episodio corresponde al personaje Jack Shephard (Matthew Fox).
Cuando el episodio se emitió por primera vez el 4 de octubre de 2006 en los Estados Unidos, lo vieron una media 19 millones de espectadores americanos, convirtiéndolo en el cuarto episodio más visto de la semana. Se estrenó con críticas generalmente positivas, con muchos elogios al nuevo personaje de Mitchell.

## Sinopsis

### En la isla
El episodio comienza con miembros de un club de lectura reunidos en casa de Juliet, quien es la anfitriona. Mientras prepara la reunión, coloca algo de música (se trata de Downtown, de Petula Clark) y se mira al espejo. Se ve agitada, pero trata de mantener la compostura. Escucha una alarma de tiempo y nota que hay humo: sus bizcochos se han quemado en el horno. Corre y al tratar de sacarlos se quema una mano. Suena el timbre de la puerta, llama una mujer. Afuera, Ethan está arreglando unas cañerías, aunque aún no se le ve el rostro. Las dos mujeres entran en la casa. El libro sobre el que discute el grupo de lectura es Carrie, de Stephen King. Uno de los miembros del club, Adam, se queja de que Juliet haya elegido este libro y destaca que Ben no lo leería ni en el baño.
Empieza una fuerte remezón, como un terremoto (juzgando por la calma con que el grupo reacciona, podría pensarse que están acostumbrados a ese tipo de sacudidas). Una vez que termina, corren afuera. La casa parece ser una comunidad cerrada. Ellos ven cómo el avión del vuelo 815 se parte en el aire. Ben (anteriormente conocido como Henry Gale) les dice a Ethan Rom y a Goodwin que vayan al sitio del accidente y finjan ser supervivientes, y traigan una lista en tres días. La cámara se aleja para revelar que este comunidad de casas está ubicado en un claro en medio de la selva en la isla.
Kate despierta en un baño. Tom está a su lado y le dice que tome un baño caliente. Ella dice que no lo hará mientras él esté ahí presente, a lo que Tom responde que ella no es su tipo y se retira. Ella se ducha, y al terminar se da cuenta de que Tom se ha llevado sus ropas y le ha dejado un vestido. Ella se lo coloca, asombrada. Tom y otras dos personas la conducen a una playa, donde el falso Henry Gale está esperando ante una mesa servida. Hay sillas, comida recién preparada, cubiertos, café y un par de esposas. Él le pide a Kate que se las coloque. Cuando ella le pregunta por qué está haciendo todo esto, Ben responde que le dio un vestido para que se sienta femenina, comida fresca para que se sienta como en casa, cubiertos para hacerla sentir civilizada y en la playa para que vea el mismo océano que están viendo sus amigos. Le dice a ella que le está dando todas estas cosas para que tenga algo a lo que aferrarse, porque las próximas dos semanas no serán muy agradables.
Jack despierta en una celda. Ve una puerta abierta, pero cuando camina hacia ella se da cuenta de que un grueso cristal le bloquea el paso. Empieza entonces a forcejear con algunas cadenas que cuelgan del techo cuando Juliet entra a la habitación al otro lado del cristal. Ella le dice que quiere darle comida, para lo cual Jack debe ubicarse lejos de la puerta. Jack rehúsa cooperar con ella y continúa forzando la cadena. Después de un rato, Jack se convence de que necesita comer. Cuando Juliet entra con la comida, él la ataca y la arrastra afuera, por el pasillo, hasta una compuerta. Ben está afuera y dice que no pueden abrirla, pues todos morirían. Jack aparta a la mujer para girar la manilla de la compuerta. Ben y Juliet corren hacia una salida, pero Ben llega primero y cierra la puerta tras de sí. Jack abre finalmente la compuerta, que llena de agua el corredor. Él y Juliet logran cerrarla. Después la mujer lo golpea y Jack queda inconsciente.
Mientras, Sawyer despierta al exterior, encerrado en una jaula que tiene un extraño artilugio que incluye un enorme botón que tiene pintados un tenedor y un cuchillo. Él presiona este botón, suponiendo que se trata de un mecanismo para obtener alimento, pero otro prisionero desde otra celda le dice que no lo haga. Sawyer vuelve a intentarlo y recibe un golpe eléctrico. Más tarde, el otro prisionero abre su jaula, libera a Sawyer y le dice que huya hacia otra dirección. Él lo hace, pero se encuentra con Juliet quien lo derriba inyectándole algo en el cuello. Sawyer es devuelto a su celda, y el otro prisionero, Karl, es obligado a disculparse por haberlo invitado a huir. Después de seguir experimentando, y con la ayuda de una piedra grande que estaba afuera de la jaula, Sawyer logra hacer funcionar el sistema que le provee comida y agua. El agua cae a un abrevadero, unas semillas caen al suelo y sale también una gran galleta de pescado con la palabra DHARMA. Obviamente se trata de comida para animales. Cuando Tom coloca a Kate en la celda que antes había ocupado Karl, le dice a Sawyer que los osos lo imaginaron en dos horas, implicando que las jaulas era donde alguna vez tuvieron encerrados a los osos polares.
Volviendo a la historia de Jack, él tiene retrocesos relacionados con su divorcio de Sarah. Se ve a Jack obsesionado por descubrir con quién ella lo ha estado engañando, siguiéndola e investigando el registro de sus llamadas. Empieza a sospechar que el amante de su esposa es su propio padre, Christian, quien le suplica a Jack que "lo deje". Jack termina agrediendo a su padre durante una reunión de Alcohólicos Anónimos. Esto hace que Christian reincida en la bebida, y Jack termina en la cárcel, de donde Sarah lo saca rogándole que la deje sola.
Más adelante, Juliet regresa y revela lo mucho que sabe acerca de Jack, quien ha vuelto a su encierro. Le dice que tiene el informe de la autopsia de su padre, el registro de su divorcio, información sobre su familia y amigos, etc. Jack sólo quiere saber si su exesposa es feliz, y Juliet le dice que sí. Ella agrega que se encuentran en un acuario en La Hidra, otra estación de DHARMA, ubicada bajo el agua. Jack finalmente acepta que Juliet le dé comida. Una vez que ella sale al corredor se encuentra a Henry esperándola. Él le dice que ha hecho un buen trabajo. Ella responde "Gracias, Ben", revelando así el verdadero nombre del falso Henry Gale.
Sawyer trata de hacer que Kate se sienta mejor bromeando un poco. Ella se ve aturdida, y Sawyer le da la galleta de pescado, que ella mastica con algo de desprecio. Se ven gruesas marcas en sus muñecas. Tom dice: "Te lastimaron bastante ¿verdad?".